# إبراهيم نوما
إبراهيم نوما (بالعبرية: אברהם נומה‏) هو لاعب كرة قدم إسرائيلي، ولد في 1947 في العراق. لعب مع نادي هبوعيل بئر السبع.

## وصلات خارجية
- الموقع الرسمي